# Ciudad Infantil Amanda Allen y Estudiantil Presidente Perón
La Ciudad Infantil Amanda Allen y la Ciudad Estudiantil Presidente Perón fueron dos complejos educativos y recreativos argentinos creados durante la primera presidencia de Juan Domingo Perón, inaugurados el 14 de julio de 1949 y el 27 de octubre de 1951 respectivamente. Se encontraban en el barrio de Belgrano, Buenos Aires. Ambos complejos estaban conectados entre sí por un túnel, llegando a ocupar entre ambos seis hectáreas.
En el caso de la Ciudad Infantil «Amanda Allen» se trataba de un hogar de niños con instalaciones y atracciones como juegos, pequeños edificios, calles y casas en la que los párvulos podían utilizar simulando ser adultos, incluso con automóviles en miniatura. Su nombre le fue dado en honor a una enfermera de la Fundación Eva Perón que falleció en un accidente aéreo. La Ciudad Estudiantil «Presidente Perón», en cambio, estaba orientada a adolescentes y poseía, entre otras cosas, instalaciones culturales y deportivas, así como también otras de carácter cívico, como una réplica del despacho presidencial y del Salón Blanco de la Casa Rosada.
Con la llegada de la dictadura autodenominada "Revolución Libertadora" en 1955, gran parte de las instalaciones fueron demolidas y ambos complejos fueron reconvertidos en distintas dependencias estatales albergando al día de hoy, el Servicio Nacional de Rehabilitación y el Instituto de Rehabilitación Psicofísica. Los restos de ambos complejos fueron declarados Monumento Histórico Nacional por el decreto 106/2013 durante la presidencia de Cristina Fernández de Kirchner, extendiendo la protección que otorgaba al complejo una ley 24.976 del congreso argentino de 1998 para evitar su destrucción total.

## Historia

### Ciudad Infantil Amanda Allen
La obra fue pensada como parte de las distintas iniciativas de la Fundación Eva Perón para niños huérfanos y desamparados. El peronismo se encargó de manera propagandística de repetir que en la Argentina los niños eran «los únicos privilegiados de la patria». Por otro lado, si bien existían hogares y sociedades de beneficencia, Eva Perón en su libro «La razón de mi vida» había afirmado su desprecio por este tipo de establecimientos afirmando que deshumanizaba a los niños y que eran grises y tristes. En aquel libro, se encargó de dejar en claro que su ciudad infantil sería diseñada con colores vivos, sin uniformes, con flores y motivos alegres donde «ningún descamisado debe sentirse pobre».
La ciudad fue obra de los arquitectos de la Fundación Eva Perón siguiendo aquellos lineamientos. El nombre Amanda Allen se debió a una enfermera de la fundación que había viajado a Ecuador para asistir a las víctimas del terremoto de Ambato en 1949 y falleció en un accidente aéreo regresando a la Argentina. Se eligió la zona del bajo Belgrano, pues en ese entonces esa zona no se encontraba urbanamente desarrollada. Se inauguró oficialmente el 14 de julio de 1949, siendo construida en tan solo cinco meses, y tenía su entrada en la calle Echeverría 955, ocupando dos manzanas. El estilo elegido para las construcciones fue el conocido como «chalet californiano».

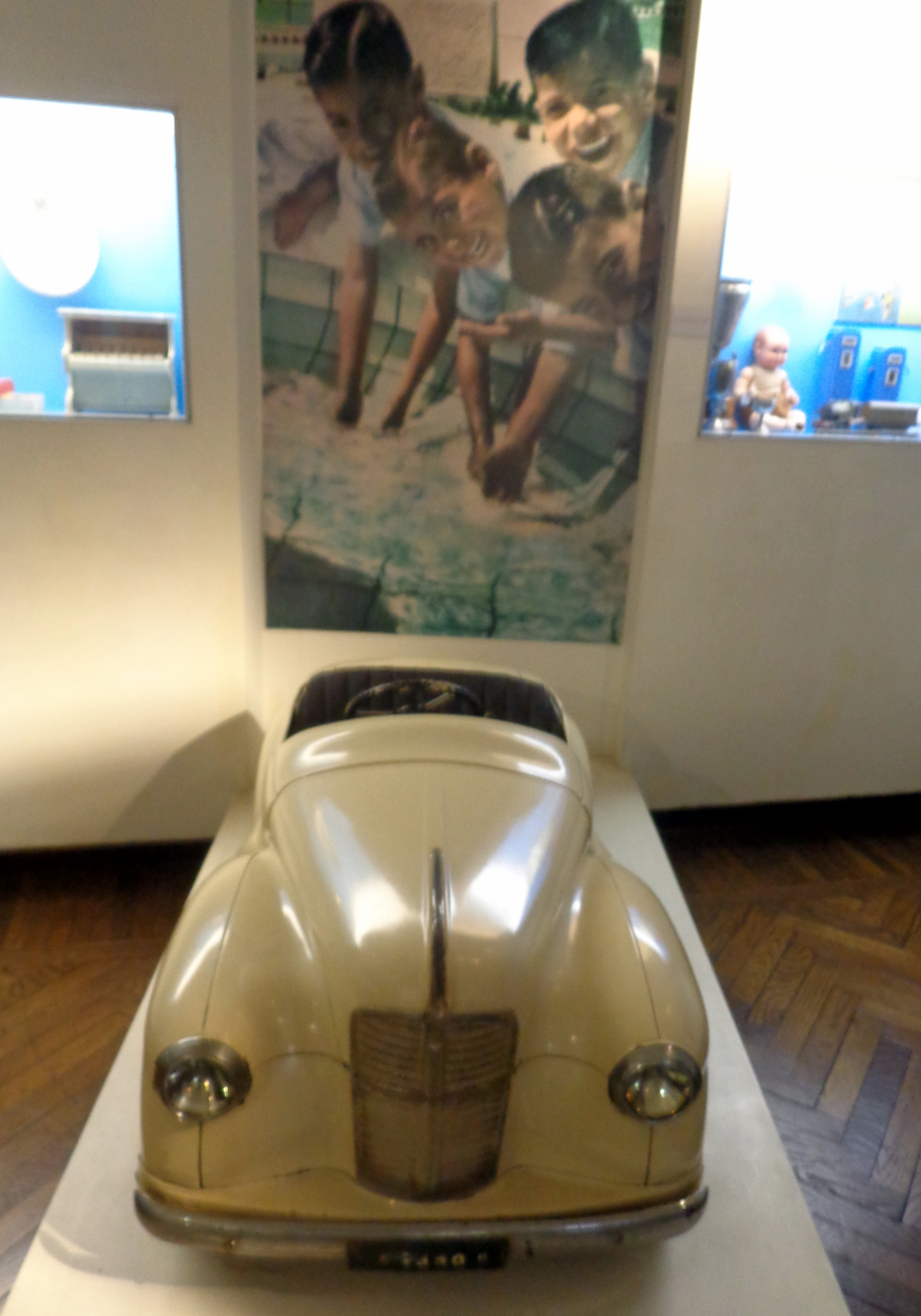
Automóvil infantil utilizado en la Ciudad Infantil exhibido en el Museo Evita.

Su capacidad era de 450 niños de entre dos a siete años, algunos pupilos otros externos, que llegaban derivados al lugar por asistentes sociales. Se trataba de niños huérfanos o con familias con situaciones problemáticas. En promedio, el complejo llegaba a tener aproximadamente 300 niños. El mismo se componía de una pequeña ciudad en sí misma: casas, estaciones de servicio, trenes eléctricos en miniatura, automóviles de juguete, una plaza central con una iglesia, una comisaría y una municipalidad, tiendas como farmacias, supermercados, entre otros rubros. También contaba con un parque arbolado y edificios de oficinas para las autoridades, salas escolares, una clínica y comedores centrales. Los niños jugaban ocupando roles en aquellas instalaciones, rotando en sus posiciones, pudiendo un día ser intendente de la ciudad, otro día policía, trabajador de una tienda, etc.
La particularidad de las construcciones era que los adultos tenían que agacharse para entrar a ellas, los comedores tenían manteles con motivos de cuentos infantiles como Caperucita Roja, Los tres cerditos, entre otros. La ropa de los niños se cambiaba cada cuatro meses, bajo la premisa de que siempre tuviesen ropa nueva. El peronismo, por otra parte, había promovido otros complejos que se complementaban con las tareas sociales de la Fundación y de la ciudad, por ejemplo, la unidad turística de Chapadmalal.
Con la Revolución Libertadora en 1955 se decidió que el predio debía ser un jardín de infantes, y la comisión investigadora sobre el peronismo encargada por el gobierno militar determinó que el predio era «suntuoso». En 1964 se decidió la demolición parcial del predio y fue destinado como sede del Instituto Nacional de Rehabilitación del Lisiado, en ese entonces en medio de una epidemia de poliomielitis. Posteriormente, se instaló la Agencia Nacional de Discapacidad.

### Ciudad Estudiantil Presidente Perón
La Ciudad Estudiantil Presidente Perón fue pensada como un establecimiento para adolescentes de características formativas en lo deportivo y político. Según afirmaba la propaganda da la época, con la intención de que los hijos de los obreros fuesen formados como futuros dirigentes políticos del Partido Peronista. Constaba de cuatro hectáreas, de las cuales dos se componían de instalaciones deportiva —verbigracia, canchas de fútbol y básquetbol, pileta de natación, entre otras— como también de una biblioteca y un teatro. El resto del predio se componía de un «pabellón presidencial», donde se replicaban el Salón Blanco, el despacho presidencial y el Salón Norte de la Casa Rosada.
Según la propaganda peronista, la idea fue de la misma Eva Perón, quien quería que una vez que los jóvenes fuesen instruidos en educación cívica, pudiesen simular que ocupaban cargos como presidentes, vicepresidentes, y ministros; los cargos les serían asignados de acuerdo a las notas que obtuviesen. El predio fue inaugurado el 27 de octubre de 1951, y fue anunciado como uno de los primeros establecimientos de un programa de mil escuelas a ser inaugurados por el gobierno de Perón. Sin embargo, un rumor extendido luego del derrocamiento de Perón en 1955 se afirmaba que el objetivo era tener una réplica del palacio presidencial para que el líder justicialista pudiese grabar mensajes a sus seguidores de ocurrir un golpe de Estado.
La arquitectura del lugar siguió los mismos lineamientos de la arquitectura de los edificios públicos de la época, la del chalet californiano, con materiales de buena calidad, mármol y pisos de parqué. La Ciudad Infantil y la Ciudad Estudiantil se encontraban conectadas por un túnel y formaban un todo de un mismo proyecto que, según afirma el diario Clarín, imitaba la educación Montessori.
Cuando Eva Perón falleció el 26 de julio de 1952, los estudiantes de la Ciudad Estudiantil formaron parte del cortejo fúnebre que salió del Palacio Unzué al Congreso Nacional, donde se realizó el funeral. La Revolución Libertadora cerró la escuela en 1955, y si bien no demolió las manzanas que correspondían a la Ciudad Estudiantil en sí, dejó abandonadas las instalaciones. Desde entonces, el gobierno argentino le fue dando diversos usos, además del Servicio de Rehabilitación —como sucedió con la Ciudad Amanda Allen—, las instalaciones pasaron a ser sede del INCUCAI, dependencias del Gobierno de la Ciudad de Buenos Aires, como también de la Universidad Nacional de San Martín.